# Gare de Betton
La gare de Betton est une gare ferroviaire française de la ligne de Rennes à Saint-Malo - Saint-Servan. Elle est située au lieu-dit La Levée sur la commune de Betton, dans le département d'Ille-et-Vilaine en région Bretagne.
Elle est mise en service en 1864 par la compagnie des chemins de fer de l'Ouest. C'est aujourd'hui une gare de la Société nationale des chemins de fer français (SNCF), desservie par des trains express régionaux de Bretagne (TER Bretagne).

## Situation ferroviaire
Établie à 41 mètres d'altitude, la gare de Betton est située au point kilométrique (PK) 386,065 de la ligne de Rennes à Saint-Malo - Saint-Servan, entre la halte de Pontchaillou et la gare de Chevaigné.

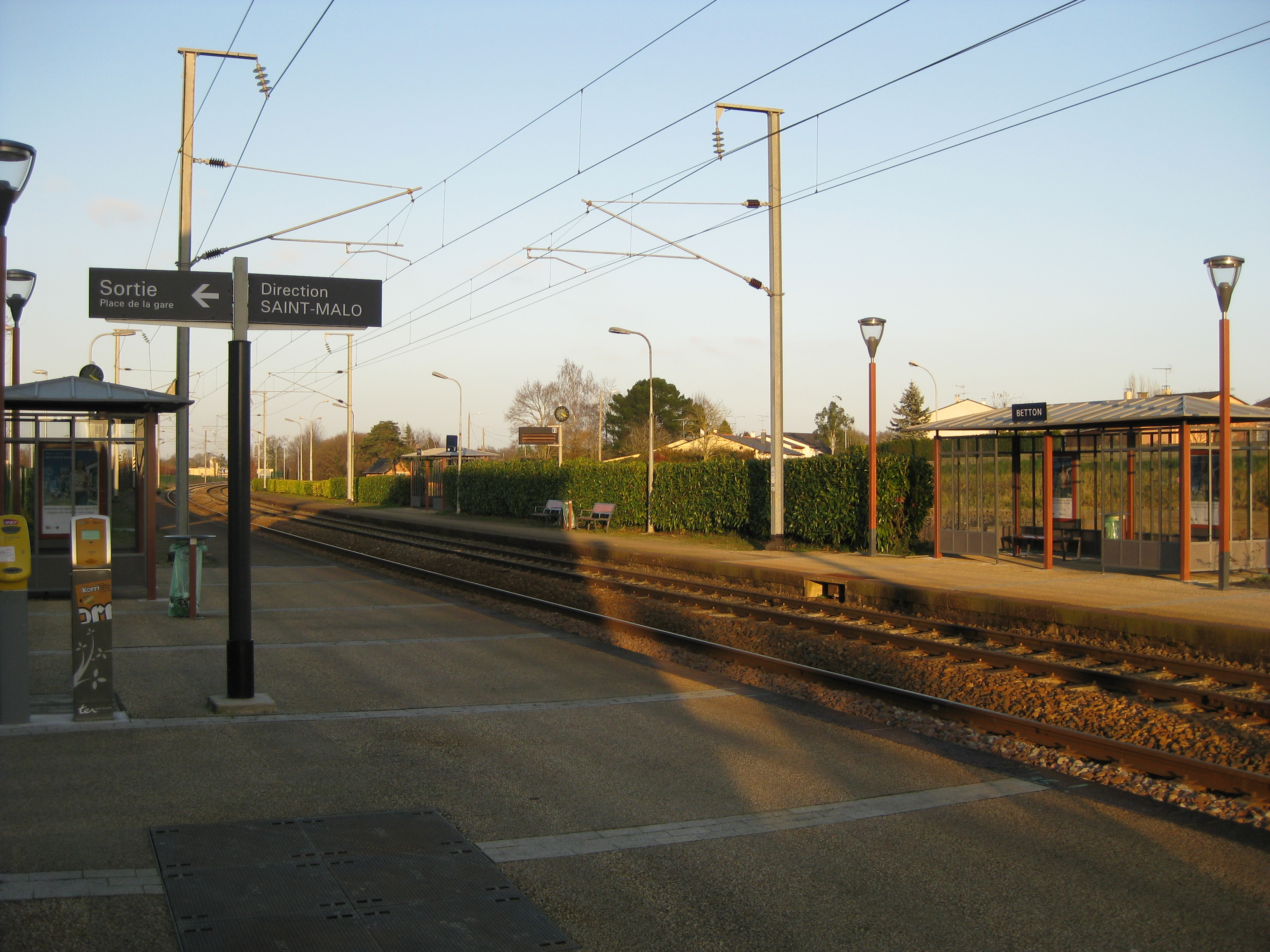
Les voies de la Gare.

## Histoire
La station est créée et mise en service par la compagnie des chemins de fer de l'Ouest le 27 juin 1864, lorsqu'elle inaugure la ligne entre Rennes et Saint-Malo. Le bâtiment voyageurs est typique de ceux construits par la compagnie.
En janvier 2008, un parking relais, un arrêt minute et parvis piétonnier sont construits ; une sculpture de Toulouse-Lautrec par Louis Derbré y est installée,.

## Fréquentation
De 2015 à 2023, selon les estimations de la SNCF, la fréquentation annuelle de la gare s'élève aux nombres indiqués dans le tableau ci-dessous.
| Année     | 2015   | 2016   | 2017   | 2018   | 2019   | 2020   | 2021   | 2022   | 2023   |
| --------- | ------ | ------ | ------ | ------ | ------ | ------ | ------ | ------ | ------ |
| Voyageurs | 59 721 | 54 956 | 60 526 | 57 640 | 69 479 | 48 846 | 60 428 | 98 453 | 93 491 |

## Service des voyageurs

### Accueil
Gare SNCF, elle dispose d'un bâtiment voyageurs. Elle est équipée de distributeurs automatiques de titres de transport TER et de divers services. Elle est située dans la zone de validité des titres de transport intermodaux Unipass de Rennes Métropole,.

### Desserte
Betton est desserviepar des trains TER Bretagne circulant  sur les lignes : no 07 entre Rennes et Montreuil-sur-Ille, no 13 entre Rennes et Saint-Malo, et sur la no 17 entre Rennes et Dol-de-Bretagne.

### Intermodalité
Un parc pour les vélos et un parking pour les véhicules y sont aménagés. Elle est desservie par des bus du STAR par les lignes 51, 202 et 223 à l'arrêt Haye Renaud Gare situé à environ 200 m. Un peu plus loin, à environ 300 m, se situe également l'arrêt Betton Centre où sont présentes, en plus des lignes 51 et 202, les lignes 71, 78, 83, 178ex et 222.
La ligne 504 du réseau régional BreizhGo dessert aussi la gare à l'arrêt Gare SNCF placé devant.